# Star Control II
Star Control II — вторая игра серии Star Control. Является космическим квестом с элементами RPG и аркадными боями.

## Сюжет
Альянс свободных звёзд потерпел поражение в войне и каждая оставшаяся раса приняла от Иерархии одну из двух альтернатив: воевать за Иерархию на правах рабов или быть изолированными от внешнего мира рабским щитом. Проведя всепланетный референдум земляне выбрали второе. Главный герой — потомок члена правительственного проекта «Звёздный контроль», чьей целью было нахождение и исследование артефактов, оставшихся от расы предтечей. Научная экспедиция, отправленная к системе Вела, обнаружила гигантскую фабрику предтечей по производству кораблей. Когда за ними не прилетел челнок (из-за падения альянса в войне с иерархией), люди решили колонизировать планету. Когда они смогли построить скелет космического корабля предтечей и снабдили его минимумом, необходимым для выживания, они отправили его в сторону Земли, чтобы выяснить, что произошло.

## Геймплей
У игрока есть сделанный по модульному принципу флагман Vindicator (англ. Защитник, лат. Воздаятель) (название можно поменять по воле игрока) в сопровождении одного крейсера землян. В течение игры игроку придётся контактировать с различными расами, и дипломатия будет более полезна, чем военные действия. Для улучшения корабля надо собирать ресурсы путём высадки на планеты управляемых зондов, и покупки новых технологий у торговой расы Мельнорм. Эскорт, сопровождающий флагман, может достигать 12 кораблей. Бои проходят, как и в первой части игры, но при гибели флагмана игра заканчивается поражением. Есть возможность вывода из боя отдельного корабля или всего флота.
Каждая раса имеет своё музыкальное сопровождение и свой шрифт для отображения в текстовых диалогах, где игроку на выбор предлагается несколько вариантов ответа. Некоторые расы имеют свой постоянный родной мир, планету или луну в каком-либо созвездии, другие расы свободно перемещаются по космосу. И могут неожиданно нападать на корабли игрока даже в свободном космосе.
Корабли всех космических рас имеют различные средства нападения и обороны и соответствующую тактику боя. Имеется также запускаемый отдельным файлом режим многопользовательской игры, в котором можно сразиться против компьютера или сидящего за этой же клавиатурой друга.
В игре есть также некоторый намёк на сексуальные отношения между главным героем и представительницей другой человекоподобной расы, тем не менее, игра получила рейтинг ESRB K-A (Kids To Adults, или позднее E-Everyone), т.е. для детей от 6 лет.

## The Ur-Quan Masters
В 2002 году после того, как разработчики перевели исходный код под лицензию GPL, а остальное содержимое игры под лицензию Creative Commons BY-NC-SA, стартовал проект портирования Star Control II на современные платформы, но под именем The Ur-Quan Masters (или UQM, «Ур-Куанские повелители»). Название Star Control осталось за Accolade, поэтому было найдено другое.